# Antimoniure d'aluminium
L'antimoniure d'aluminium (AlSb) est un semi-conducteur III-V binaire, constitué d'aluminium et d'antimoine.

## Structure
L'antimoniure d'aluminium possède comme la plupart des semi-conducteurs III-V (GaAs, InAs, etc.) une structure de type « blende », c'est-à-dire deux mailles cubiques faces centrées (cfc) de chacun des deux composants, imbriquées et décalées d'un vecteur (1/4;1/4;1/4), ou d'un autre point de vue, une maille cfc de l'un des constituants dont quatre des huit sites tétraédriques sont occupés par l'autre constituant. Il possède donc une géométrie tétragonale où chaque ion aluminium est lié à quatre ions antimoine, et vice-versa.  Son paramètre de maille est de 0,61 nm.

## Propriétés
L'antimoniure d'aluminium possède un gap indirect d'environ 1,58 eV à 300 K, alors que son « gap direct » est de 2,22 eV (distance entre le maximum de la bande de valence et le point correspondant dans la bande de conduction à la même coordonnée k).
La mobilité électronique est de 200 cm2·V-1·s-1 et celle des trous de 400 cm2·V-1·s-1 à 300 K. Son indice de réfraction est de 3,3  à   2 μm et sa constante diélectrique de 10,9 aux fréquences micro-onde.
Il est légèrement inflammable à cause du caractère réducteur des ions antimoniure (Sb3−). Il brûle en produisant de l'oxyde d'aluminium et du trioxyde d'antimoine.

## Utilisation
L'antimoniure d'aluminium peut être allié à d'autres composés III-V pour former des composés ternaires tels que AlInSb, AlGaSb et AlAsSb.